# Jill Adams
Jill Adams, född Jill Siggins 22 juli 1930 i London, död 13 maj 2008 i Clareance, Portugal, var en brittisk skådespelare och It girl.
Hennes föräldrar var skådespelaren Molly Adair och författaren av äventyrsromaner samt djurhandlaren Arthur Siggins. Adams började som medhjälpare vid modevisningar och fotomodell. Den amerikanska filmproducenten Albert R. Broccoli valde Adams 1954 för två filmer. På grund av yttre likheter med Marilyn Monroe spelade hon liknande filmkaraktär och på fotos framställdes Adams i samma stil. Dessa fotos publicerades bland annat på titelsidan av filmtidskriften Picturegoer.
I hennes första äktenskap var hon mellan 1951 och 1953 gift med Jim Adams, en amerikansk militär. Hennes andra make, Peter Haigh, var en brittisk radiomoderator. De flyttade till Portugal och öppnade ett hotell. Makarna skildes 1976.

## Filmer (urval)
- 1954: Forbidden Cargo
- 1954: The Black Knight
- 1955: En snygg historia
- 1955: Doktorn går till sjöss
- 1956: Kompaniets svarta får
- 1957: Bröder inför lagen
- 1957: The Scamp
- 1965: Lova henne allt!

TV
- 1958: My Pal Bob (Tv-serie)
- 1959: The Flying Doctor (TV-serie)